# Ryosuke Tsuchiya
Ryosuke Tsuchiya' (Japans: 土屋 良輔, Tsuchiya Ryosuke) (Tsumagoi (Prefectuur Gunma) 29 november 1994), is een Japanse langebaanschaatser. Zijn beste afstanden zijn de langste afstanden.

## Persoonlijke records
| Afstand      | Tijd     | Datum            | Baan           |
| ------------ | -------- | ---------------- | -------------- |
| 500 meter    | 36,93    | 2 maart 2019     | Calgary        |
| 1000 meter   | 1.14,18  | 15 februari 2013 | Nagano         |
| 1500 meter   | 1.46,68  | 3 maart 2019     | Calgary        |
| 3000 meter   | 3.43,61  | 6 november 2021  | Inzell         |
| 5000 meter   | 6.14,78  | 10 december 2017 | Salt Lake City |
| 10.000 meter | 12.55,62 | 14 februari 2020 | Salt Lake City |

## Resultaten
| Jaar | WK Allround             | WK Afstanden                                          | Olympische Spelen                                      | Wereldbeker                        |
| ---- | ----------------------- | ----------------------------------------------------- | ------------------------------------------------------ | ---------------------------------- |
| 2013 |                         |                                                       |                                                        | 0p 5k/10k 0p massastart            |
| 2014 |                         |                                                       |                                                        |                                    |
| 2015 |                         | 18e massastart                                        |                                                        | 17e massastart                     |
| 2016 |                         | 18e 5000m 7e achtervolging                            |                                                        | 19e 5k/10k 44e massastart          |
| 2017 | NC18 (19e, 9e, 18e, -)  | 15e 5000m 7e 10.000m 15e massastart 5e achtervolging  |                                                        | 48e 1500m 11e 5k/10k 8e massastart |
| 2018 |                         |                                                       | 16e 5000m 10e 10.000m HF11 massastart 5e achtervolging | 24e 5k/10k                         |
| 2019 | NC13 (15e, 10e, 15e, -) | 19e 5000m 11e 10.000m 4e achtervolging                |                                                        | 59e 1500m 16e 5k/10k 5e massastart |
| 2020 |                         | 13e 5000m · 5e 10000m · 9e massastart · achtervolging |                                                        | 15e 5k/10k 21e massastart          |
|      |                         |                                                       |                                                        |                                    |
| 2022 |                         |                                                       | 11e 10.000m 6e massastart                              | 20e 5k/10k 52e massastart          |
| 2023 |                         | 10e 5000m 6e 10000m                                   |                                                        | 8e 5k/10k 22e massastart           |

HF11 = 11e in halve finale